# José Mário Branco
José Mário Branco (Porto, 1942. május 25. – Lisszabon, 2019. november 19.) portugál énekes, dalszerző, költő, színész, zenei producer; antifasiszta aktivista.

## Pályakép
Szüntelenül kereste a sajátmagát, pontosabban a megalkuvás nélküli szakmai minőséget – a portugál nyelven felhangzó zene védelmében. Az elmúlt fél évszázad egyik legjelentősebb portugál zenei alkotójának tekintik, bármely műfajban szerepelt is az adott időpillanatban.

## Lemezek
- Seis cantigas de Amigo (1967)
- Ronda do Soldadinho (1969)
- Mudam-se os tempos, mudam-se as vontades (1971)
- Margem de Certa Maneira (1973)
- A Mãe (1978)
- O Ladrão do Pão (1978)
- Ser solidário (1982)
- FMI (1982)
- Qual é a tua ó meu / S. João do Porto (1982)
- A Noite (1985)
- Correspondências (1990)
- José Mário Branco ao vivo em 1997 (1997)
- Canções escolhidas (1999)
- Resistir é vencer (2004)
- Inéditos (1967-1999) (2018)